# Südlicher Glattdelfin

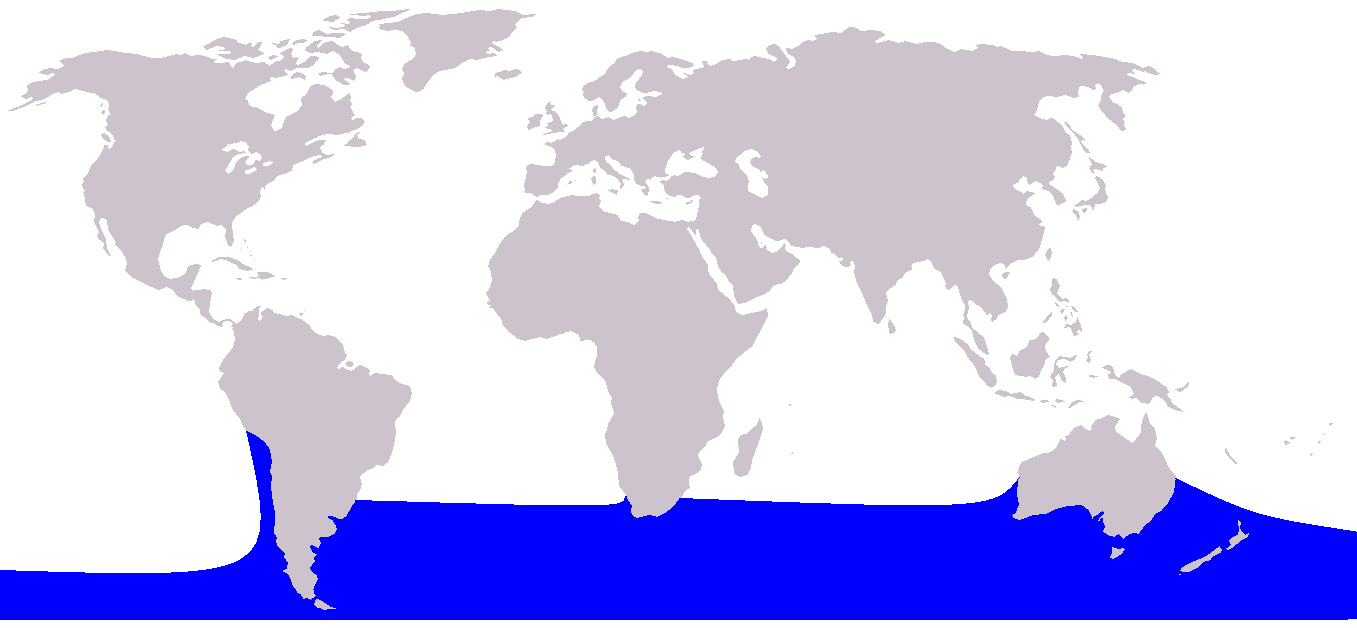
Verbreitungsgebiet des Südlichen Glattdelfins

Der Südliche Glattdelfin (Lissodelphis peronii) ist einer der beiden Vertreter der Gattung Lissodelphis innerhalb der Delfine (Delphinidae). Er ist in der offenen See der gesamten gemäßigten und subarktischen Zone der Südhalbkugel zuhause.

## Merkmale
Glattdelfine unterscheiden sich von allen anderen Delfinarten durch das völlige Fehlen der Finne. Südliche Glattdelfine sind sehr schlanke, bis etwa 3 Meter lange, torpedoförmige Delfine die ein Gewicht von bis zu 116 kg erreichen können. Die Schnauze ist relativ kurz, ihre Basis ist aber breit. Die Brustflossen sind klein und schmal. Die Schnauze, die Flossen, die Flanken und der Bauch sind weiß, ansonsten ist dieser Delfin schwarz. Der Hinterrand der Brustflossen kann dunkel gefärbt sein. Die Ränder der Schwanzflosse sind auf der Oberseite dunkelgrau. Kälber sind grau oder gefleckt. In neuseeländischen Gewässern wurden gelegentlich vollständig schwarze Exemplare beobachtet. In jedem Kiefer befinden sich 44 bis 49 Paar kegelförmiger Zähne.

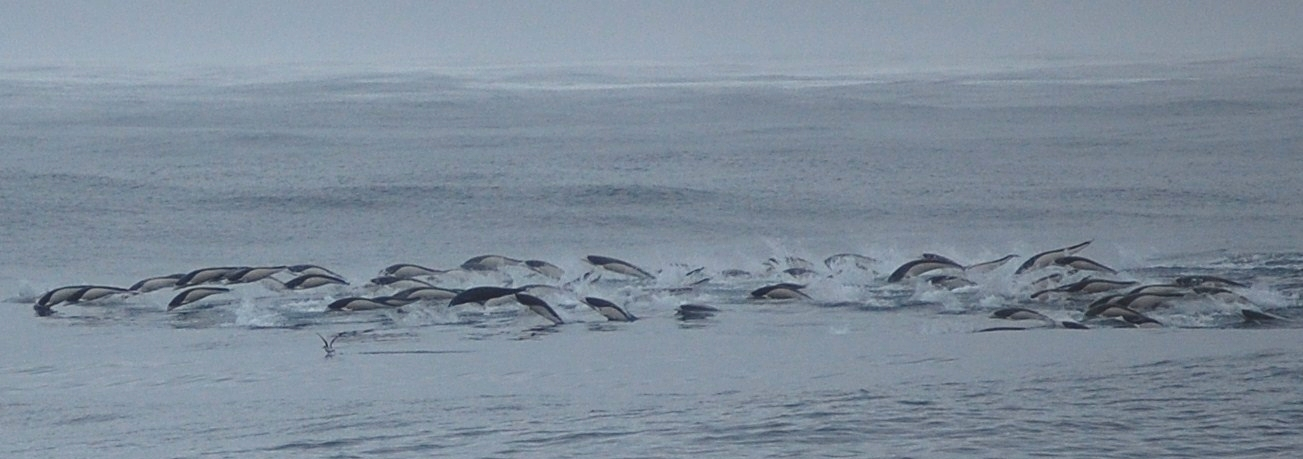
Eine Schule Südlicher Glattdelfine

## Verbreitung und Lebensraum
Der Südliche Glattdelfin kommt in den Ozeanen der Südhemisphäre vor, vor allem zwischen 30° und 65° S, z. B. in der Großen Australischen Bucht, in der Tasmansee oder im Gebiet der Chathaminseln. Möglicherweise folgt er kühlen Meeresströmungen bis in subtropische Zonen. Im Gebiet des Falklandstroms erreicht er 25° S, im Benguelastrom 23° S und im Humboldtstrom 12° S. Als Lebensraum scheint er tiefe, küstennahe Gewässer mit einer Temperatur von 1 bis 20 °C zu bevorzugen.

## Verhalten
Der Südliche Glattdelfin lebt in größeren Schulen, die in der Regel einige hundert Individuen umfassen. Vor der Küste Chiles besteht eine durchschnittliche Gruppe aus etwa 210 Exemplaren, es wurden auch Gruppen von mehr als 1000 Tieren gesichtet. Gelegentlich bildet er auch artenübergreifende Gruppen mit dem Schwarzdelfin (Aethalodelphis obscurus), dem Gemeinen Delfin (Delphinus delphis), dem Großen Tümmler (Tursiops truncatus) und dem Kurzflossen-Grindwal (Globicephala macrorhynchus). Vor den Küsten des westlichen Südamerikas und des westlichen Afrikas ziehen die Delfine im Frühjahr und Sommer möglicherweise nach Norden und in Richtung der Küsten. Es scheint aber auch stationäre, nicht wandernde Populationen zu geben. Der Südliche Glattdelfin kann Geschwindigkeiten bis 22 km/h erreichen und spring beim Zurücklegen größerer Distanzen oft in flachen Sprüngen aus dem Wasser. In Gruppen schwimmen die Delfine dicht gedrängt hintereinander oder bilden eine V-förmige Formation. Schwimmen sie langsam, so durchstoßen sie beim Atmen kaum die Meeresoberfläche. Von Schiffen fühlen sich die Tiere weniger angezogen als andere Delfinarten und nur selten surfen sie in der Bugwelle von Schiffen. Südliche Glattdelfine ernähren sich von verschiedenen Fischarten und pelagischen Kopffüßern. Bei der Nahrungssuche können sie mehr als 200 Meter tief und mehr als 6,5 Minuten lang tauchen und Laternenfische (Myctophidae) gehören wahrscheinlich zu ihrer bevorzugten Nahrung. Über das Fortpflanzungsverhalten der Art ist nichts bekannt. Möglicherweise kommt es hin und wieder zu Hybridisierungen mit dem Schwarzdelfin.

## Systematik
Der Südliche Glattdelfin wurde 1804 durch den französischen Naturforscher Bernard Germain Lacépède unter der Bezeichnung Delphinus peronii erstmals wissenschaftlich beschrieben. Der Artzusatz im wissenschaftlichen Namen ehrt den französischen Naturforscher François Péron. Die Gattung Lissodelphis, mit Delphinus peronii als Typusart, wurde 1841 durch den deutschen Zoologen Constantin Gloger eingeführt. Die zweite Art der Gattung und damit die Schwesterart des Südlichen Glattdelfins ist der Nördliche Glattdelfin (Lissodelphis borealis), der erstmals 1848 durch den US-amerikanischen Naturforscher Titian Ramsay Peale beschreiben wurde.

## Bestand
Nach Angaben der IUCN ist der Südliche Glattdelfin ungefährdet. Es gibt aber keine Schätzungen für den Gesamtbestand und es ist auch nicht bekannt, ob der Bestand der Art zunimmt, mehr oder weniger gleich bleibt oder abnimmt.